# Mission Viejo
Mission Viejo je město v Orange County v Kalifornii, ležící 78 kilometrů jihozápadně od Los Angeles. K roku 2010 zde žilo odhadem 100 725 obyvatel. Funkce města je především rezidenční, nachází se v něm však i řada kancelářských prostor a obchodů.
V minulosti byla oblast dnešního Mission Viejo využívána převážně jako pastviny pro ovce a dobytek a řadí se mezi jednu z posledních urbanizovaných oblastí Orange County. Výstavba města, které bylo urbanisticky navrženo jako celek, probíhala v 60. a 70. letech 20. století a k roku 1980 byla většina města hotova.